# Pyrrhomyias cinnamomeus
Pyrrhomyias cinnamomeus là một loài chim trong họ Tyrannidae.